# Káto Pavliána
Káto Pavliána (Kato Pavliana) är en ort i Grekland.   Den ligger i prefekturen Nomós Kerkýras och regionen Joniska öarna, i den västra delen av landet, 400 km nordväst om huvudstaden Aten. Káto Pavliána ligger 108 meter över havet och antalet invånare är 121. Den ligger på ön Korfu.
Terrängen runt Káto Pavliána är lite kuperad. Havet är nära Káto Pavliána västerut. Runt Káto Pavliána är det ganska tätbefolkat, med 104 invånare per kvadratkilometer. Närmaste större samhälle är Korfu, 11,6 km norr om Káto Pavliána. I omgivningarna runt Káto Pavliána växer i huvudsak blandskog.